# Akosh Szelevényi
Dans le nom hongrois Szelevényi Ákos, le nom de famille précède le prénom, mais cet article utilise l’ordre habituel en français Ákos Szelevényi, où le prénom précède le nom.
 (juin 2014).
Si vous disposez d'ouvrages ou d'articles de référence ou si vous connaissez des sites web de qualité traitant du thème abordé ici, merci de compléter l'article en donnant les références utiles à sa vérifiabilité et en les liant à la section « Notes et références ».
Ákos Szelevényi (souvent nommé Akosh S. simplement) né le 19 février 1966 à Debrecen en Hongrie est un saxophoniste, clarinettiste, multi-instrumentiste de free jazz, compositeur, influencé par les musiques populaires d'Europe centrale et d'Asie.

## Biographie
De 1972 à 1980, il suit des études musicales à Bakáts téri Zeneiskola de Budapest - histoire de la musique, solfège, formation classique et traditionnelle, chant, flûte « Béres », clarinette. Il découvre Beethoven et Led Zeppelin en même temps.
De 1980 à 1982, il suit une formation classique de basson. Il découvre le jazz, Frank Zappa et ABBA, et chante dans un groupe de rock du lycée.
En 1982, il choisit d'apprendre le saxophone et prend quelques cours au Postás zeneiskola et découvre le free jazz, le travail de György Szabados (piano, composition) et de Mihály Dresch (saxophones, flûtes, cimbalom, composition), ainsi que Archie Shepp, John Coltrane, Sun Ra, Don Cherry, Albert Ayler…
En 1985, il a des problèmes avec la police, lors d'une fête nationale « tolérée » commémorant la révolution de 1848. Il est obligé de quitter le pays malgré lui.
En 1986, il émigre à Paris. En 1990, il rencontre le batteur Philippe Foch avec qui il va enregistrer jusqu'en 2003,  puis complète son groupe avec Bernard Malandain (contrebassiste) et Michèle Véronique (violoniste). Il compose et interprète la musique de pièces au théâtre de l'Entreprise : On a marché sur la Terre, Équinoxe du Printemps, Masques, puis en free-lance il crée avec François Cervantès Un chemin oublié avec la Cie L'oiseau mouche.
En 1992, il joue et enregistre avec Dewey Redman (sac ténor, musette).
En 1995, il rencontre Joe Doherty, musicien irlandais, qui devient le nouveau violoniste (jouant du sax alto/baryton et clarinette basse aussi) du groupe, c'est la naissance du "Akosh S. Unit".
En 1996, il rencontre les membres du groupe Noir Désir, qui l'invitent à jouer sur leur album en préparation 666.667 Club et faire la première partie avec le Unit de leur début de tournée.
En 1997, il enregistre Omeko puis, en 1998, Imafa, albums sortis chez Universal, suivi 1999 de Élettér, réalisant ainsi sa première trilogie. Il joue avec Don Moye (batterie), tourne avec Noir Désir, et Bertrand Cantat intègre le Unit, qui devient un groupe à géométrie variable, allant de 4 à 10 musiciens.
De 2000 à 2003, il réalise sa deuxième trilogie constituée de Kebelen, Lenne et Vetek. La composition du groupe change, Gildas Etevenard (batterie), Christian Brazier (contrebasse), Andràs Vìgh (vielle à roue) et Quentin Rollet (alto sax) deviennent les nouveaux membres, il réalise Kalòz 1. et Nap mint Nap,.
En 2004, Akosh Szelevényi tourne en trio avec Gildas Etevenard et Eric Brochard (contrebasse), entre-temps il s'oriente de plus en plus vers des duos de musique improvisée, avec Joëlle Léandre (contrebasse), Gildas Etevenard, eRIKm (électroniques), Denis Charolles (batterie, percussions), avec Sylvain Darrifourcq (batterie, zitar).
Parallèlement, il entame une longue collaboration avec le danseur/chorégraphe Josef Nadj, écrit et interprète la musique des spectacles Eden (2004), Asobu (2005), Paysage après orage (2006), Entre-acte (2007), Shobogenzo (2008), Les corbeaux (2009), Ozoon (2012) et Paysage inconnu (2014).
En 2014, il reprend Elégia - Hommage à Zoltàn Huszàrik, son projet autour du film du même nom du réalisateur hongrois avec son Unit. Puis, en 2015, il commence à travailler avec des musiciens hongrois de la nouvelle génération, en duo avec Àron Porteleki (batterie, viola à trois cordes), Péter Ajtai (contrebasse), Szilveszter Miklòs (batterie), puis en trio, il élargit le cercle du Unit, qui devient international, rencontre les musiciens du Tricollectif, joue en duo avec Valentin Ceccaldi, Benjamin Duboc, Théo Ceccaldi, Màtyàs Szandai, ou en trio avec Fantazio et Francesco Pastacaldi.
En 2017, il fait partie de Kit de survie de Serge Teyssot-Gay et entame une collaboration avec le clameur/rappeur Marc Nammour sur Spectre orchestra.
En 2018, il réalise Un ours qui danse… avec Marc Nammour et les membres des groupes de musique touareg Tinariwen et Imarhan.
En 2019, il entame une collaboration avec Camel Zekri, et réalise le nouvel album du Akosh S.Unit Tàn a fàk.

## Discographie

### Albums
- Pannonia (1993) de Akosh S. ensemble
- Asile (1995) de Akosh S. trio (Autoproduction)

- 1er triptyque :
  - Imafa signifie « arbre de prière » (1998)
  - Omeko (live) (1998)
  - Élettér signifie « espace vital » (1999) chez Barclay.
- 2e triptyque :
  - Kebelen (se traduit « au sein ») (2001) chez Universal Music
  - Lenne signifie « il serait » (2002) chez Universal Music
  - Vetek signifie « je sème » (2003) chez Universal Music.

- Kalòz 1. signifie « pirate no.1 » (2003) autoproduction
- Györ avec Joëlle Léandre (2003) chez Rectangle
- Nap mint nap signifie « tous les jours » (2004) chez Universal Music
- Aki signifie « celui qui » (2005) chez Universal Music
- Nem kellet volna signifie « n'aurait pas dû » (2006) autoproduction
- Zufall avec eRIKm (2007)
- Kor signifie « âge » avec Joëlle Léandre (2008) chez Léo records
- Erem signifie « ma veine » (2011)
- Apoptose avec Sylvain Darrifourcq (2014) chez Meta Records

### Participation aux albums d'autres groupes
- avec Noir Désir :
  - 1996 : 666.667 Club (sur 666.667 Club, Fin de siècle, Les persiennes, Septembre, en attendant)
  - 1998 : Aux suivant(s) - hommage à Jacques Brel, pour la chanson Ces gens-là
  - 2001 : Des visages des figures (sur Le vent nous portera et L'Europe)
  - 2003 : This Is Our Music - Live 20.06.02
  - 2005 : Noir Désir en public
- avec Kit de Survie :
  - 2017 : En milieu hostile.